# 히라노 요시히사
히라노 요시히사(일본어: 平野 佳寿, 1984년 3월 8일 ~ )는 일본의 프로 야구 선수이며, 오릭스 버펄로스의 소속 선수이다.

## 상세 정보

### 출신 학교
- 교토 부립 도바 고등학교
- 교토 산업대학

### 선수 경력
프로팀 경력
- 오릭스 버펄로스(2006년 ~ 2017년)
- 애리조나 다이아몬드백스(2018년 ~ )

국가 대표 경력
- 2017년 월드 베이스볼 클래식 일본 국가대표

### 수상·타이틀 경력

#### 타이틀
- 최우수 중간 계투 투수 : 1회(2011년)
- 최다 세이브 투수: 1회(2014년)

#### 수상
- 퍼시픽 리그 특별 수상 : 2회(2011년, 2014년)

### 개인 기록

#### 투수 기록
- 첫 등판 : 2006년 3월 26일, 대 세이부 라이온스 2차전(인보이스 세이부 돔), 8회말에 5번째 투수로서 구원 등판, 다카기 히로유키에게 우전안타를 허용하여 강판[1]
- 첫 선발·첫 승리 : 2006년 3월 30일, 대 도호쿠 라쿠텐 골든이글스 3차전(풀캐스트 스타디움 미야기), 7이닝 무실점[2]
- 첫 탈삼진 : 상동, 1회말에 이소베 고이치부터 루킹 삼진[2]
- 첫 완투 승리· 첫 완봉 승리 : 2006년 4월 6일, 대 지바 롯데 마린스 3차전(오사카 돔)[3]
- 첫 홀드 : 2010년 4월 21일, 대 홋카이도 닛폰햄 파이터스 4차전(교세라 돔 오사카), 7회초에 3번째 투수로서 구원 등판, 2이닝 무실점[4]
- 첫 세이브 : 2010년 7월 28일, 대 홋카이도 닛폰햄 파이터스 16차전(스카이마크 스타디움), 8회초 2사에 2번째 투수로서 구원 등판·마무리, 1과 1/3이닝 무실점[5]

- 첫 안타 : 2006년 6월 9일, 대 요코하마 베이스타스 4차전(요코하마 스타디움), 6회초에 도이 요시히로로부터 중전 안타[6]

#### 기록 달성 경력
- 통산 100세이브 : 2016년 4월 24일, 대 지바 롯데 마린스 5차전(QVC 마린필드), 9회말에 4번째 투수로서 구원 등판, 1이닝 무실점 ※역대 27번째(100홀드 이상 기록한 선수로서는 역대 3번째)

#### 기타
- 올스타전 출장 : 5회(2006년, 2010년 ~ 2013년)
- 월간 세이브 : 11(2014년 3·4월) ※퍼시픽 리그 타이 기록
- 시즌 세이브 : 40(2014년) ※퍼시픽 리그 기록

### 등번호
- 16(2006년 ~ )

### 연도별 투수 성적
| 연 도       | 소 속       | 등 판 | 선 발 | 완 투 | 완 봉 | 무 4 구 | 승 리 | 패 전 | 세 이 브 | 홀 드 | 승 률 | 타 자 | 이 닝 | 피 안 타 | 피 홈 런 | 볼 넷 | 고 4 | 몸 맞 | 탈 삼 진 | 폭 투 | 보 크 | 실 점 | 자 책 점 | 평 자 책 | W H I P |
| ----------- | ----------- | ----- | ----- | ----- | ----- | ------- | ----- | ----- | -------- | ----- | ----- | ----- | ----- | -------- | -------- | ----- | ---- | ----- | -------- | ----- | ----- | ----- | -------- | -------- | ------- |
| 2006년      | 오릭스      | 26    | 24    | 10    | 4     | 0       | 7     | 11    | 0        | 0     | .389  | 730   | 172.1 | 182      | 12       | 39    | 2    | 6     | 105      | 3     | 2     | 82    | 73       | 3.81     | 1.28    |
| 2007년      | 오릭스      | 27    | 26    | 2     | 2     | 1       | 8     | 13    | 0        | 0     | .381  | 710   | 171.2 | 172      | 18       | 28    | 0    | 5     | 124      | 1     | 0     | 75    | 71       | 3.72     | 1.17    |
| 2009년      | 오릭스      | 20    | 18    | 2     | 1     | 0       | 3     | 12    | 0        | 0     | .200  | 495   | 114.1 | 129      | 14       | 38    | 0    | 0     | 91       | 2     | 0     | 60    | 60       | 4.72     | 1.46    |
| 2010년      | 오릭스      | 63    | 0     | 0     | 0     | 0       | 7     | 2     | 2        | 32    | .778  | 334   | 80.2  | 67       | 4        | 28    | 1    | 1     | 101      | 3     | 0     | 19    | 15       | 1.67     | 1.18    |
| 2011년      | 오릭스      | 72    | 0     | 0     | 0     | 0       | 6     | 2     | 2        | 43    | .750  | 317   | 83.2  | 48       | 4        | 17    | 2    | 2     | 99       | 5     | 0     | 18    | 18       | 1.94     | 0.78    |
| 2012년      | 오릭스      | 70    | 0     | 0     | 0     | 0       | 7     | 4     | 9        | 21    | .636  | 307   | 79.2  | 65       | 4        | 5     | 1    | 2     | 80       | 6     | 0     | 21    | 19       | 2.15     | 0.88    |
| 2013년      | 오릭스      | 60    | 0     | 0     | 0     | 0       | 2     | 5     | 31       | 9     | .286  | 258   | 62.2  | 57       | 2        | 14    | 0    | 1     | 71       | 1     | 0     | 16    | 13       | 1.87     | 1.13    |
| 2014년      | 오릭스      | 62    | 0     | 0     | 0     | 0       | 1     | 6     | 40       | 8     | .143  | 238   | 60.1  | 52       | 6        | 13    | 0    | 0     | 70       | 1     | 1     | 23    | 23       | 3.43     | 1.08    |
| 2015년      | 오릭스      | 33    | 0     | 0     | 0     | 0       | 0     | 3     | 12       | 10    | .000  | 136   | 31.0  | 29       | 4        | 14    | 0    | 1     | 39       | 5     | 0     | 14    | 14       | 4.06     | 1.39    |
| 2016년      | 오릭스      | 58    | 0     | 0     | 0     | 0       | 4     | 4     | 31       | 8     | .500  | 237   | 61.0  | 44       | 2        | 16    | 0    | 1     | 57       | 4     | 0     | 13    | 13       | 1.92     | 0.98    |
| 통산 : 10년 | 통산 : 10년 | 491   | 68    | 14    | 7     | 1       | 45    | 62    | 127      | 131   | .421  | 3762  | 917.1 | 845      | 70       | 212   | 6    | 19    | 837      | 31    | 3     | 341   | 319      | 3.13     | 1.15    |

- 2016년 시즌 종료 기준
- 굵은 글씨는 시즌 최고 성적